# Perneszy András (alispán)

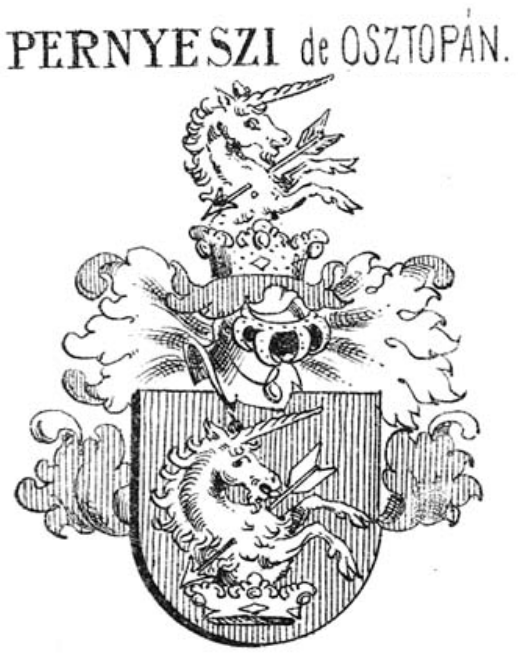
Az osztopáni Perneszy család címere

Osztopáni Perneszy András (fl. 1550–†1590), személynöki ítélőmester, Tolna és Baranya, majd Zala és Vas vármegye alispánja, 1581 és 1587 között felsőlendvai főkapitány, a zalalövői véghely főkapitánya 1576 és 1591 között, jómódú zalai, vasi és somogyi földbirtokos.

## Élete
A tekintélyes és tehetős köznemesi osztopáni Perneszy család leszármazottja. Édesapja osztopáni Perneszy István (fl. 1505–1523), földbirtokos, édesanyja Gerzsenyei Magdolna (fl. 1523), aki Gersenyei György (fl. 1505–1510) az Ugod vár várnagyának lánya volt. Az apai nagyszülei osztopáni Perneszy Imre (fl. 1469–1512) babocsai várnagy, földbirtokos, és enyingi Török Ilona (fl. 1496), akinek a szülei enyingi Török Ambrus (fl. 1445–1491), a Bosnyák Királyság kincstartója, Sopron vármegye főispánja, földbirtokos és thapsoni Anthymus Ilona (fl. 1465–1488) asszony voltak. Anthymus Ilonának az apja thapsoni Anthymus János (fl. 1417–1485), földbirtokos, valamint az apai nagyapja thapsoni Anthymus János (fl. 1368–1423) mester, alnádor 1408 és 1419 között. Perneszy András apai nagyapai dédapja a tekintélyes osztopáni Perneszy Pál (fl. 1424–1470), aki a Magyar Királyság alnádora volt 1447 és 1460 között.
A fiatal Perneszy András, 1550 és 1558 között Szigetváron szolgált Perneszy Pál testvére mellett, ahol többször csatát vívott a török ellen, és 1551-ben Musztafa pasa fogságába esett. Kiváltásáért 202 magyar forintot fizetett Kecskés Gábor, aki a pénzért zálogba vette a Perneszy család Somogy megyei Bolhás nevű települését. 1559 körül Perneszy András feleségül vette polyanai Brodarics Katalint, Brodarics Mátyás máramarosi sókamaraispán, huszti várnagy, és csébi Pogány Sára lányát. Brodarics Mátyás bátyja, Brodarics István, II. Lajos magyar király kancellárja volt, ő maga a király udvarában tartózkodott. Perneszy András és neje, a csébi Pogány családtól örökölt lövői kúriába költöztek, és 1561 után a jelentéktelen kis falut a birtokközpontjává tette, ahol a török támadások miatt Somogy megyéből elmenekült Perneszy család egyik ága talált új otthonra. Perneszy András egy kis várat építtetett Lövőn a település és a környék védelmezésére. "Ezt pedig nemcsak saját használatomra és kényelmemre, hanem nem kevésbé a szent császári és királyi felségnek, rendkívül kegyelmes uramnak, védelmére és megőrzésére is készítettem". Ezekkel a szavakkal határozta meg Perneszy András 1576-ban lövői vára építésének célját Ernő főherceghez írt levelében. Perneszy András volt, aki feleségével, polyanai Brodarics Katalinnal a faluban lévő nemesi kúriába költözött. Kiderült, hogy Szigetvár elvesztése után ő épített „castellumot" a településen, amelyről csak annyi állítható egészen bizonyosan, hogy 1576 előtt már készen állt. 1566-ban Szigetvár fontos végvárának oszmán kézre kerülése után ismét szükségessé vált egy új védelmi övezet kialakítása, amelyet a mai Nagykanizsa, az egykori Kanizsa központtal szervezett meg a bécsi Udvari Haditanács. Ebben az esetben mintegy természetes akadályokat használták fel a korabeli Zala megye mocsarait és folyóvizeit. Megerődítették a Kanizsától északi és déli irányban húzódó Kanizsa-patak völgyét, valamint a Zala folyó partjának néhány fontosabb átkelőhelyét.
Közigazgatási pályája felemelkedése hamarosan megkezdődött: 1562. november 5-től 1563. április 19-éig Tolna és Baranya vármegye közös alispánja volt. 1564 és 1566 között személynöki ítélőmester volt. Ez idő alatt Batthyany Ferenc familiárisa volt, és a főúr halála után, 1566-tól, az özvegyét, Svetkovics Katalint szolgálta tanácsaival és jurátusi tevékenységével. 1574-ben, András és a Perneszy család új adományt kapott I. Miksa magyar királytól azokra a zalai birtokaikra, amelyeket csébi Pogány Sárától örököltek, és ezzel Cséb, Lövő, Salomvár, Ákosfalva, Pogányerenyed, Györkefalva, Jáhon, Tompa, Erdeifalu, Németfalu, Kozmadombja, Bence, Alsónémetfalva, Hermanfalva, Teretszentmiklós és Gyertyán-ág került a család tulajdonába. Ugyanakkor, 1577-ben mégmindig a Perneszy család Somogy vármegyei birtokait bírta; Lulla, Szőllőspuszta, Zala, Somogyaracs, Rinyaújnép, Miklósi, Kapoly, Bolhás birtokok ura volt.
Tisztségénél fogva (amely karrierje első fontos állomása volt) ezután már ő sem tartózkodhatott állandóan Lövőn. Leveleinek csak elenyésző százalékát keltezte innét. Mégis ezt a települést választotta családi fészkének és megfelelőnek ítélte arra, hogy megerősítve menedéket nyújtson a török támadások ellen. Perneszy András hamarosan olyan újabb fontos tisztségeket nyert el, amelyektől Lövőre a családi kúriába bármikor gyorsan visszatérhetett. 1577-ben Felsőlendva, majd 1581 és 1587 között pedig Alsólendva parancsnoka volt. A lendvai uradalom ekkor a honosított Salm und Neuburg grófok birtokai közé tartozott. Mivel a század utolsó negyedében András az ő magyarországi javaik prefektusaként szolgált, peres és más ügyeiben képviselte őt. Bornemisza Péter lutheránus püspök, a Salmok uradalmának lelkipásztora, gazdái beleegyezésével az 1570-es években nyomdát alapított Semptén és elkezdte kiadni napi prédikációit. II. Rudolf császár azonban 1577-ben Alsó-Ausztriában betiltotta az evangélikus vallás gyakorlását, ezzel nehéz helyzetbe hozta Salm grófot, akinek mind Magyarországon mind az osztrák területeken jelentős birtokai voltak. 1579-ben Salm gróf Perneszy András familiárisát elküldte Bornemisza Péter lutheránus püspökhöz, hogy nyomdai felszerelését és az 1578-ban általa kiadott "Ördögi kisértetek" evangélikus műve példányait elkobozza, és őt magát pedig semptei várából kiutasítsa. Némi huzavona után Bornemisza valóban távozott, s végül Balassi Istvánnál, Balassi Menyhárt fiánál talált menedéket. Itt újból kiadta az Ördögi kísérteteket, amelynek előszava ekkor már „Perneszy András Uramnak az Úr Isteniül meg világosétó Szent Lelket kérek" címmel személyesen Perneszynek szólt. 31 Ebben a lelkész bűnbocsánatra szólította fel Perneszyt. Az egykori tanult ítélőmester nem hagyta ennyiben a dolgot, válaszolt Bornemiszának. „Megfeleli a bolondnak az ű bolondsága szerént, hogy ne láttassék magának, bölcsnek lenni."32 Ebből az írásából egyértelműen tükröződik András katolikus érzésvilága, amiből az is kikövetkeztethető, hogy idejében Lövő lakossága aligha tért át az új hitre.
1584. június 8.-án, hosszútóti Hosszútóthy János zalai főispán lemondása után, a vármegye közgyűlése úgy döntött, hogy Perneszy Andrást és beregszói Hagymássy Gábort küldik követségbe I. Rudolf királyhoz, hogy Batthyány Boldizsárt javasolják új főispánként. A vármegyei közgyűlés 1590. február 11-ei említése szerint Perneszy András akkor a Zala vármegye másodalispáni tisztségét töltötte be.

## Házassága és leszármazottai

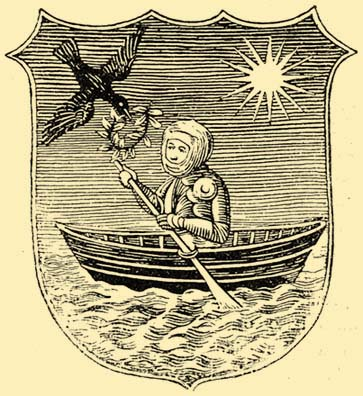
A polyánai Brodarics család címere

Perneszy András felesége polyanai Brodarics Katalin (fl. 1561–1573) úrnő, akinek a szülei polyanai Brodarics Mátyás (fl. 1516–1549), királyi kamarás, máramarosi sókamaraispán, földbirtokos és a csébi Pogány családból való csébi Pogány Sára (fl. 1535–1567) asszony voltak. Brodarics Katalin anyai dédszülei a zalai földbirtokos csébi Pogány Imre (fl. 1469–1475), földbirtokos és Herbortyai Osl Borbála (fl. 1455–1475) voltak. Ennek az Osl Borbálának az egyenesági felmenője, Osl nembeli I. Herbord volt, aki a Tatárjárás alatt IV. Béla magyar királyt és fiát védelmezte. Osl Borbála édesanyja, az alsólendvai Bánffy családból való alsólendvai Bánffy Katalin, alsólendvai Bánffy Zsigmond és Salomvári Beatrix lánya volt. Perneszy Andrásné Brodarics Katalin nagybátyja, Brodarics István, II. Lajos magyar király kancellárja volt, váci püspök volt. Perneszy András és Brodarics Katalin több gyermeke született:
- osztopáni Perneszy János, aki a kanizsai vár lovaskapitánya, és Zala vármegye alispánja 1596. január 2. és 1601. február 3. között.[13] Felesége pákosi Paksy Katalin, Paksy Jób, a Tokaj királyi várának kapitánya, és bajnai Both Margit lánya volt.[14]
- osztopáni Perneszy György, keszthelyi várnagy. Neje, kányaföldi Kerecsényi Fruzsina, gersei Pethő Pál (†1593), zalai alispán özvegye volt.
- osztopáni Perneszy Klára. Férje, nagybossányi Bossányi András, majd később, fajkürthi Kürthy István lett.
- osztopáni Perneszy Katalin. Férje beregszói Hagymássy Gábor, Zala vármegye alispánja.

Az osztopáni Perneszy család és a csébi Pogány családtól származó jelentős birtokállományát közel másfél évszázaddal később a vizeki Tallián és a zalalövői Csapody családok, majd leányági leszármazottjai, mint például a barkóczi Rosty, a boldogfai Farkas és a miskei és monostori Thassy családok örökölték meg.